# Aparatul cardiovascular
Aparatul cardiovascular (circulator) este un aparat care permite circulația sângelui și limfei în corp pentru a transporta nutrienți, oxigen, dioxid de carbon. Acest aparat este constituit din inimă și vasele de sânge (arterele, venele și capilarele) ce sunt răspândite într-o rețea deasă prin tot corpul.

## Anatomia aparatului cardiovascular

Inima umană:
1. Atriu drept;
2. Atriu stâng;
3. Vena cavă superioară;
4. Aorta;
5. Arteră pulmonară;
6. Venă pulmonară;
7. Valva mitrală;
8. Valva aortică;
9. Ventricul stâng;
10. Ventricul drept;
11. Vena cavă inferioară; br>
12. Valva tricuspidiană;
13. Valvă pulmonară.

### Inima
Pentru mai multe informații, vezi articolul despre Inimă.
Inima, în greutate de 350 grame la un adult, are forma unui con cu vârful îndreptat în jos, iar baza corespunde marilor vase (venele cave, artera pulmonară, aorta). Este un organ muscular ai cărui pereți au patru straturi: pericardul - sac fibros în care este adăpostită inima , miocardul (mușchiul inimii), căptușit în interior de endocard, iar la exterior de o membrană seroasă, epicardul. Pompa cardiacă are patru camere: atriul drept și atriul stâng (sau urechiușa dreaptă respectiv stângă) cu pereții subțiri - camerele de primire - și ventriculul drept și ventriculul stâng cu pereții mai groși, care constituie pompa efectivă.
Între cavități există orificii de comunicare și anume: între atriul și ventriculul stâng - valva mitrală, între atriul și ventriculul drept valva tricuspidiană; din ventriculul stâng iese aorta cu valva aortică, iar din ventriculul drept iese artera pulmonară cu valva ei. Buna funcționare a aparatelor valvulare favorizează umplerea cu sânge a inimii în perioada de repaos (diastolă) și propulsarea lui după contracție (sistolă) în marea și mica circulație.
Inima este singurul organ muscular care se contractă ritmic, fără întrerupere, din viața embrionară până la moarte. Automatismul cardiac este asigurat de un centru specializat (nodul sinusal situat în atriul drept), de la care pornește stimulul cardiac și de unde este transmis mai departe de nodulul atrioventricular (situat în septul inter-atrial), apoi de fasciculul His (din septul interventricular) și rețeaua Purkinje (din pereții ventriculari a căror activitate electrică dau undele pozitive și negative pe electrocardiogramă (abreviată EKG).

### Arterele
Pentru mai multe informații, vezi articolul despre Arteră.
Arterele reprezintă cele mai mari vase de sânge. Au rolul de a transporta sânge oxigenat de la inimă înspre țesuturi și organe.
Pe desene sunt reprezentate cu culoarea roșie. Artera este compusă din trei straturi: tunica externă, tunica musculară (tunica mijlocie) și tunica internă. Tunica externă e alcătuită din țesut conjunctiv cu fibre de colagen și elastină, de asemenea și fibre nervoase vegetative și vase de sânge ce asigură oxigen pentru peretele vascular. Tunica mijlocie, sau medie, e constituită din celule musculare netede și fibre conjunctive elastice. Tunica internă (numită și endoteliul vascular) e un epiteliu pavimentos simplu, aflat pe o membrană bazală și un strat subendotelial elastic.
Arterele au cea mai ridicată presiune, datorită fluxului constant de sânge ce este pompat de inimă.

Aparat cardiovascular la om.

### Venele
Pentru mai multe informații, vezi articolul despre Venă.
Venele sunt responsabile cu transportarea sângelui dezoxigenat din țesuturi, organe înapoi la inimă. Spre deosebire de artere, delimitarea între tunici nu e uniformă. Tunica internă de sub nivelul inimii prezintă valve în formă de cuib de rândunică, numite semilunare, care ghidează fluxul sanguin; când sângele pornește în direcția bună, valvele rămân deschise datorită poziționării în formă de con. Dacă sângele vrea să o ia invers, ele se închid datorită presiunii. Acestea sunt prezente deoarece nu există nimic ce pompează sângele înapoi, deci el o poate lua în orice direcție. Tunica medie e mai subțire, pe când cea externă e mai groasă.

### Capilarele
Pentru mai multe informații, vezi articolul despre Capilar.
Capilarele sunt cele mai mici vase de sânge, ajungând chiar și la un diametru de două sau trei celule (15-20 μm). Din cauza mărimii lor ele pot ajunge oriunde în corp. Cea mai deasă rețea de capilare se găsește pe alveolele pulmonare.
Capilarele rezultă din ramificarea metaarterelor, continuându-se cu venele capilare; au 0,5 mm lungime. Cu cât activitatea metabolică a țesutului e mai intensă, cu atât sunt prezente mai multe capilare.
Schimburile de gaze și alte substanțe se efectuează prin difuziune și filtrare.

## Fiziologia aparatului cardiovascular

### Pomparea sângelui și ciclul cardiac
Pomparea sângelui se realizează cu miocardul. Când acesta se contractă, sângele trece din ventricule în arterele pulmonare, respectiv în aortă, etapa numindu-se sistolă. După contractare, urmează diastola, unde sângele intră în atrii din venele cavă superioară și inferioară și din venele pulmonare, iar apoi în ventricule.

### Mica și marea circulație
Circulația este reprezentată de două etape: diastola și sistola. Acestea influențează presiunea arterială și zgomotele inimii.

#### Diastola
Diastola, numită și mica circulație, este reprezentată de trecerea sângelui în atrii din venele cave superioară și inferioară (atriul drept) și din venele pulmonare (atriul stâng) iar apoi în ventriculele respective. În această etapă presiunea arterială este cea mai scăzută.

#### Sistola
Sistola, numită și marea circulație, reprezintă trecerea din ventricule a sângelui în arterele pulmonare (ventriculul drept) și în aortă (ventriculul stâng). Acesta se face prin contracția mușchiului inimii. În această etapă presiunea arterială este cea mai mare. Tot aici se aude bătaia specifică a inimii.

## Boli ale aparatului cardiovascular

### Infarctul miocardic acut
Pentru mai multe informații, vezi articolul despre Infarct miocardic.
Numit și infarct, infarct miocardic sau atac de cord, este cauzat de obstrucția unei artere coronare (la nivelul inimii) sau din cauza ruperii uneia. Ischemia, netratată, duce la necrozarea miocardului și în final la stoparea acestuia.

## Metode de studiere a aparatului cardiovascular

### Angiografia
Pentru mai multe informații, vezi articolul despre Angiografie.
Angiografia se realizează prin injectarea unei substanțe opace la razele X intravenos și observarea acesteia cu razele X, astfel văzându-se irigarea corpului și posibile locuri unde există o obstrucție din cauza colesterolului.